# Bratz (Puppe)

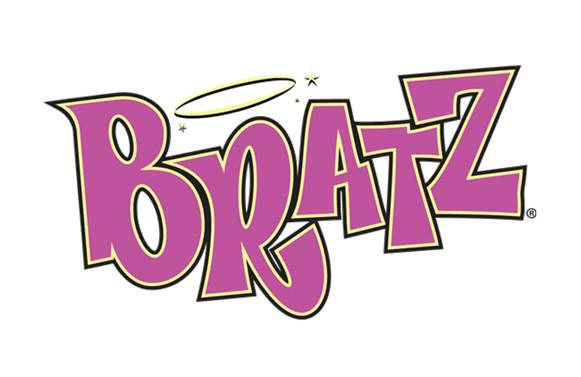
Bratz Logo

Bratz ist ein von MGA Entertainment produziertes Franchise und Konkurrenzprodukt zu Mattels Barbie-Puppen, das nach seinem Erfolg im englischsprachigen Raum auch in Deutschland eingeführt wurde. Die Puppen kamen 2001 erstmals auf den Markt. Der Name „Bratz“ ist abgeleitet vom englischen Wort brat, das „Balg“ oder „Göre“ bedeutet.
Eine gleichnamige Zeichentrickserie lief von 2006 bis 2008 auf Super RTL und Nick. Ebenfalls gibt es diverse Filme und Videospiele zu den Bratz.

## Hintergrund
Im Bereich der Modepuppen erreichen die Produkte mit 150 Millionen verkauften Exemplaren weltweit einen Marktanteil von 40 % im Jahre 2006.
Nachdem es zu einem Rechtsstreit mit der Konkurrenzfirma Mattel im Jahre 2008 gekommen war, wurde die Produktion der Bratz Puppen zunächst beendet. Im Jahre 2010 kam es zu einer Neuveröffentlichung der Puppen, jedoch mit weniger Erfolg als in den Jahren zuvor.
2013 wurden die Maße der Puppen sowie das Logo geändert, um mit der neuen Konkurrenz der Monster High Puppen mithalten zu können. Jedoch wurde die Produktion der Puppen im Jahre 2014 erneut gestoppt, aufgrund von niedrigen Verkaufszahlen.
Im Juli 2015 kam es zu einem erneuten Rebranding der Bratz, wobei diesmal ein neuer Hauptcharakter namens Raya in die Bratz Gruppe hinzugefügt wurde. Die neuen Puppen waren an jüngere Kinder gerichtet, wobei es zu viel Kritik von den Bratz Fans kam, da die neuen Puppen an Kinder und nicht mehr wie die Originalen Bratz an Tweens und Jugendliche gerichtet waren. Dieses Comeback scheiterte ebenfalls, weswegen die Produktion erneut im Jahre 2016 beendet wurde.
Im September 2018, wurden Bratz Collector auf Amazon verkauft, welche vom Fashion Illustrator Hayden Williams entworfen wurden. Zum 20-jährigen Jubiläum der Bratz, wurde die allererste Bratz Puppenlinie aus dem Jahre 2001 neu produziert und verkauft. Seitdem erschienen weitere Neuveröffentlichungen der Originalen Puppenlinien wie Bratz: Rock Angelz und Bratz: Girls Nite Out. Außerdem erschienen 2022 mehrere Designer-Puppen, unter anderem in Kollaboration mit GCDS und Cult Gaia.

## Die Charaktere
Für jede Puppe wurde ein Charakter entworfen, der Mädchen ansprechen soll, aber auch in den Bratz-Filmen und der zugehörigen Serie genutzt wird.
- Yasmin: Sie ist die Latina der Clique mit dem Spitznamen „kleine Prinzessin“.
- Sasha: Sie ist die Afroamerikanerin mit dem Spitznamen „Zuckerpuppe“. Sie ist die Tänzerin der Gruppe und musikalisch begabt.
- Jade: Sie ist die Asiatin bei den Bratz. Weil sie bei ihren Streifzügen durch die Shoppingmalls die besten und günstigsten Boutiquen entdeckt, lautet ihr Spitzname „Tiger“. Sie ist ein Chemiefan. In der Realverfilmung Bratz: The Movie wird sie als Halbasiatin dargestellt. Dort hat sie eine japanische Mutter und einen weißen Vater.
- Cloe: Ihr Spitzname ist „Engel“. Sie ist sehr kreativ und eine geborene Designerin. Sie ist die Drama Queen der Clique. Im Film ist sie russischer Abstammung.

Neben diesen Hauptcharakteren gibt es noch weitere Figuren, unter anderem die Boyz, Haustiere (Bratz Petz) und Ponys (Bratz Ponyz). Außerdem gibt es alle Figuren als Kidz und Babyz, sowie mit den Bratzillaz Puppen, welche die Cousinen der Bratz sind, jeweils zur jeder Bratz eine passende Hexen Puppe.

## Die Serie
In der gleichnamigen Animationsserie gründen die vier Mädchen Sasha, Yasmin, Cloe und Jade ein Lifestylemagazin, da das existierende Magazin der Stadt Your Thing ihrem Empfinden nach nur den veraltet-konservativen Stil seiner Chefredakteurin „Burdine Maxwell“ (ein Seitenhieb auf Barbie von Mattel) zeigt. Diese trägt ausschließlich ein pinkfarbenes Kostüm und spitze Pumps im gleichen Farbton. 
Ihre Assistentinnen, die tollpatschigen „Tweevils“ (twin + evil) Kirstee und Kaycee, sehen aus wie Miniaturen ihrer Selbst. Die Bratz werden bei ihrer Arbeit regelmäßig von den Zwillingen sabotiert und geärgert. 
Dabei erleben sie einige Abenteuer.
Die Moden bzw. Themen der einzelnen Folgen gibt es als Puppen zu kaufen. Beispielsweise die „Bratz Rock Angelz“, als die Bratz in einer Episode als Rockstars hinter die Bühne mussten.
Die Ausstrahlung der ersten Staffel erfolgte vom 21. Oktober 2006 bis 14. April 2007 auf Super RTL. Die zweite Staffel wurde vom 3. November bis zum 8. Dezember 2008 auf dem deutschen Nickelodeon ausgestrahlt.

## Die Filme
Es gibt zu einigen Animationsfilmen Themensets ähnlich wie bei Barbie mit Märchen und My-Scene-Puppen, denen eine DVD bzw. VHS-Kassette beiliegt. Von diesen sind in Deutschland bisher folgende erschienen:
- Bratz the Video – Starrin' & Stylin'
- Bratz – Rock Angelz
- Bratz – Passion for Fashion Diamondz
- Bratz – Rock´n Princess
- Bratz – Genie Magic
- Bratz – Fashion Pixiez
- Bratz – Babyz Bratz movie
- Bratz – Super Babyz
- Bratz – Kidz Sleepover Adventure
- Bratz – Styling Stars

## Videospiele
Neben den Puppen, erschienen mehrere Videospiele zu den Bratz und den Filmen.
- 2002: Bratz
- 2005: Bratz: Rock Angelz
- 2006: Bratz: Forever Diamondz
- 2006: Bratz: Babyz
- 2006: Lil' Bratz: Friends, Fashion and Fun
- 2007: Bratz: Fashion Pixies
- 2007: Bratz: The Movie
- 2007: Bratz: 4 Real
- 2007: Bratz Ponyz
- 2008: Bratz: Kidz Slumber Party!
- 2008: Bratz: Super Babyz
- 2008: Bratz Ponyz 2
- 2008: Bratz: Girlz Really Rock
- 2012: Bratz: Fashion Boutique
- 2013: Bratz: Action Heroez
- 2021: Bratz: Total Fashion Makeover (für iOS und Android)
- 2022: Bratz: Flaunt Your Fashion (Bratz: Mode Weltweit)

## Realverfilmung
Zusätzlich gibt es noch den Spielfilm Bratz: The Movie. In dem Film sind die Mädchen, seit Ewigkeiten Freundinnen, neu auf der Highschool und werden durch die intrigante Meredith getrennt. Diese ist es gewohnt, dass jeder in den Cliquen mit denselbigen Interessen ist. So kommt Jade in den Chemie- bzw. Wissenschaftsclub und Cloe in die Fußballmannschaft (anders als bei den Puppen ist sie hier eher eine Sportlerin als eine Designerin). Sasha ist bei den Cheerleadern. Eigentlich wäre Yasmin mit ihrem Talent und ihrer Leidenschaft als Sängerin und Schauspielerin für die Schauspielgruppe geeignet, wenn da nicht ihr Lampenfieber wäre. Dadurch bemerkt Yasmin, dass sie und die anderen sich sehr auseinandergelebt und keine Zeit mehr füreinander haben. Dem wird im Laufe des Filmes natürlich Abhilfe geschaffen und auch das Lampenfieber und Merediths Cliquenwahn werden besiegt.
Die Hauptrollen im Film übernahmen Nathalia Ramos als Yasmin, Janel Parrish als Jade, Logan Browning als Sasha, Skyler Shaye als Cloe, Chelsea Staub als Meredith Baxter Dimly, Lainie Kazan als Bubbie, Malese Jow als Quinn, Anneliese van der Pol als Avery, Stephen Lunsford als Cameron, Ian Nelson als Dylan und Jon Voight als Principal Dimly.

## Bratzillaz
2012 erschienen die Bratillaz Puppen, welche die Cousinen der Bratz darstellen sollen. Die Bratzillaz sind Hexen und jede von ihnen hat verschiedene magische Kräfte. In Deutschland erschienen die Puppen bei Toys “R” Us. Zu den Puppen erschien außerdem eine Webserie mit zehn Episoden, bei der die Bratzillaz eine magische Schule besuchen und jeweils ein magisches Haustier bekommen. 2014 wurden die Produktion, aufgrund der Produktionseinstellung der Bratz Puppen ebenfalls eingestellt.

## Kritik
Von Kritikern (z. B. der New York Times) werden die Bratzpuppen als noch „sexualisierender“ als Barbie und als die puppengewordene Version von Paris Hilton & Co für Mädchen im Puppenspiel-Alter kritisiert.

## Quelle
- Frankfurter Rundschau vom 28. Juli 2007